# Kuibyschew-Linie
Die Kuibyschew-Linie war eine Verteidigungsstellung während des Zweiten Weltkrieges im Bereich westlich des großen Wolgabogens bei Samara. Sie bestand aus Bunkern, Feldbefestigungen und Panzerabwehrgräben und wurde im Herbst 1941 hastig angelegt, um nach einem möglichen Fall von Moskau eine Verteidigungslinie westlich der Wolga im Bereich von Samara zu halten. Des Weiteren diente sie dem Schutz des Ausweichsitzes der sowjetischen Regierung in der Stadt Kuibyschew (heute wieder Samara). Das Stellungssystem erstreckte sich über die drei Oblaste Samara, Uljanowsk und Pensa. Der Bau der Verteidigungslinie wurde durch den Staatsverteidigungsausschuss der UdSSR am 13. Oktober 1941 durch das Nr. 782 beschlossen. Die Hauptarbeiten wurden vor dem Ende der Gegenoffensive der Roten Armee vor Moskau im Dezember 1941 abgeschlossen. Endgültig fertiggestellt wurde die Linie im Frühjahr 1942. Zum Bau der Linie wurden rund 107.000 Menschen herangezogen, wobei es sich meist um zwangsrekrutierte Zivilisten, Freiwillige sowie Pioniereinheiten der Roten Armee handelte.
Die Verteidigungslinie existierte bis zum 5. März 1944. Danach wurde sie aufgegeben, da sie aufgrund des sowjetischen Vormarsches nach Westen nicht mehr benötigt wurde.